# Rhipidia (Rhipidia) monoctenia
Rhipidia (Rhipidia) monoctenia is een tweevleugelige uit de familie steltmuggen (Limoniidae). De soort komt voor in het Palearctisch gebied.